# Drei heilige Frauen

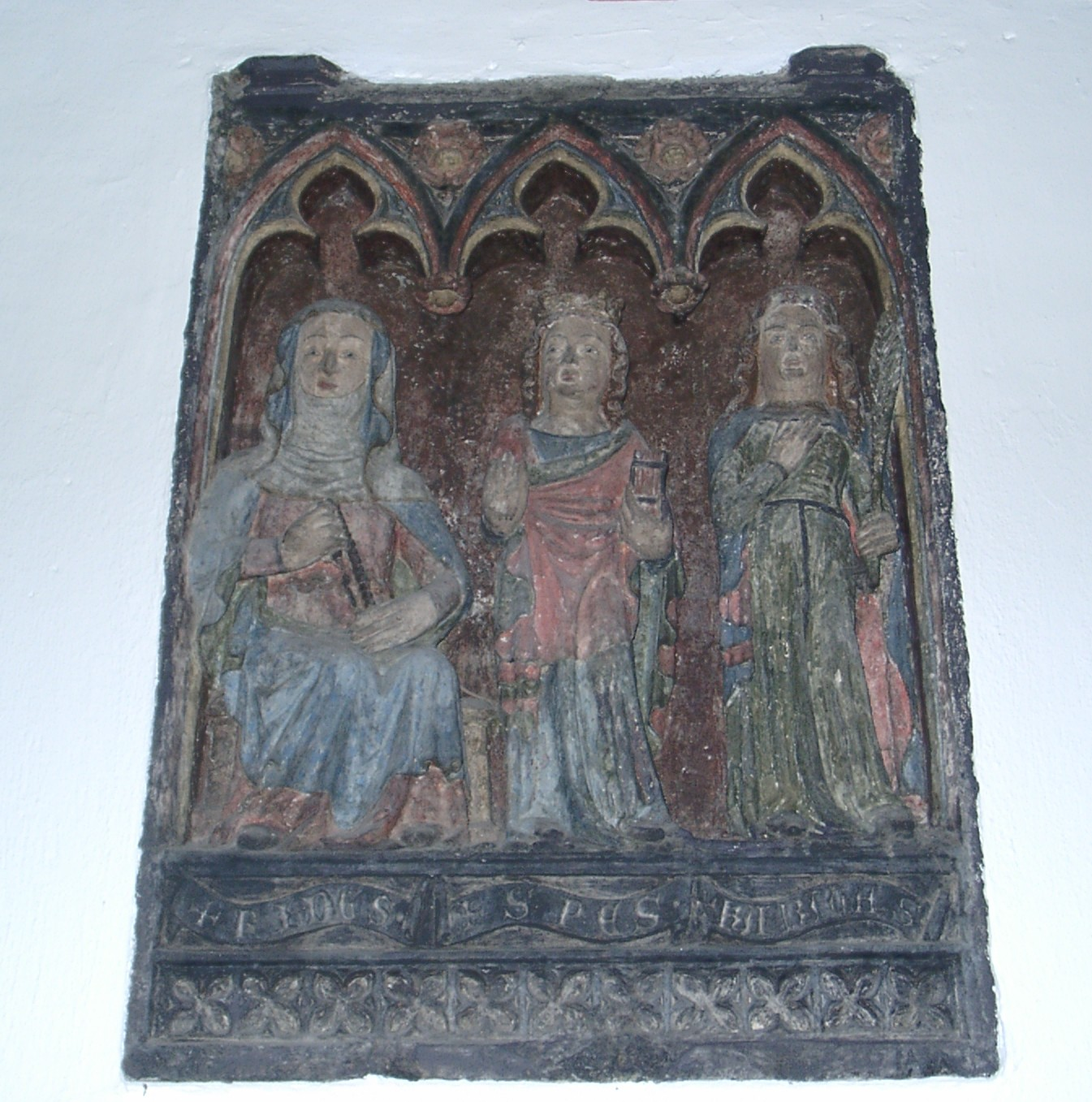
Darstellung aus dem 14. Jahrhundert von Fides, Spes und Caritas in der Pauluskapelle unterhalb von Burg Bischofstein an der Mosel

Drei heilige Frauen oder Drei Jungfrauen bezeichnet einen Vorstellungskomplex, der sich auf bildliche Darstellungen und Verehrungszeugnisse von drei weiblichen Personen in Mittelalter und früher Neuzeit sowie auf seine Deutungen in modernen esoterischen Strömungen bezieht.
Das Muster der Dreiheit ist auch bei männlichen Heiligen verbreitet, deren Verehrung jedoch meistens im regionalen Rahmen blieb und die daher weniger bekannt sind.

## Ursprung
Als Ursprung einiger Heiligendreiheiten werden oft vorchristliche Göttinnen vermutet. Zumindest die Bevorzugung der Dreiergruppen scheint auf vorchristliche Bräuche und Vorstellungen wie etwa die keltischen Matronen zurückzugehen. Auch die teils bis heute noch sichtbaren antiken Steindenkmäler sind manchmal später als christliche Heiligendarstellungen gedeutet und in den Kult aufgenommen worden. Eine direkte Kontinuität von Figuren oder Namen konnte bisher jedenfalls noch nicht nachgewiesen werden.
Die Darstellung von Heiligen-Dreiergruppen in der katholischen Kirche ist ein Phänomen Westeuropas. In der orthodoxen Kirche und in Skandinavien finden sich dagegen vor allem Darstellungen von Vierergruppen, vor allem der heiligen Sophia mit ihren Töchtern Fides, Spes und Caritas (oder griechisch Pistis, Elpis und Agape (Glaube, Hoffnung, Liebe)). 
Die bevorzugte Darstellung von Dreiergruppen führte dazu, dass ursprünglich einzelne Heilige oft erst im Laufe der Zeit zu Dreiergruppen zusammengeführt oder auch beispielsweise fünf Heilige auf drei reduziert wurden. In einigen Patrozinien von drei Jungfrauen sind nicht einmal die Namen der Dargestellten bekannt. Manche Gruppen entstanden durch den Brauch, drei Wallfahrtsorte bei einer Wallfahrt zu besuchen, deren Patroninnen im Laufe der Zeit dann gemeinsam verehrt wurden.

## Einzelne Heiligengruppen
Die Anzahl der Gruppen von drei Jungfrauen ist groß und ihre Zusammensetzung uneinheitlich. Die wichtigsten sind:

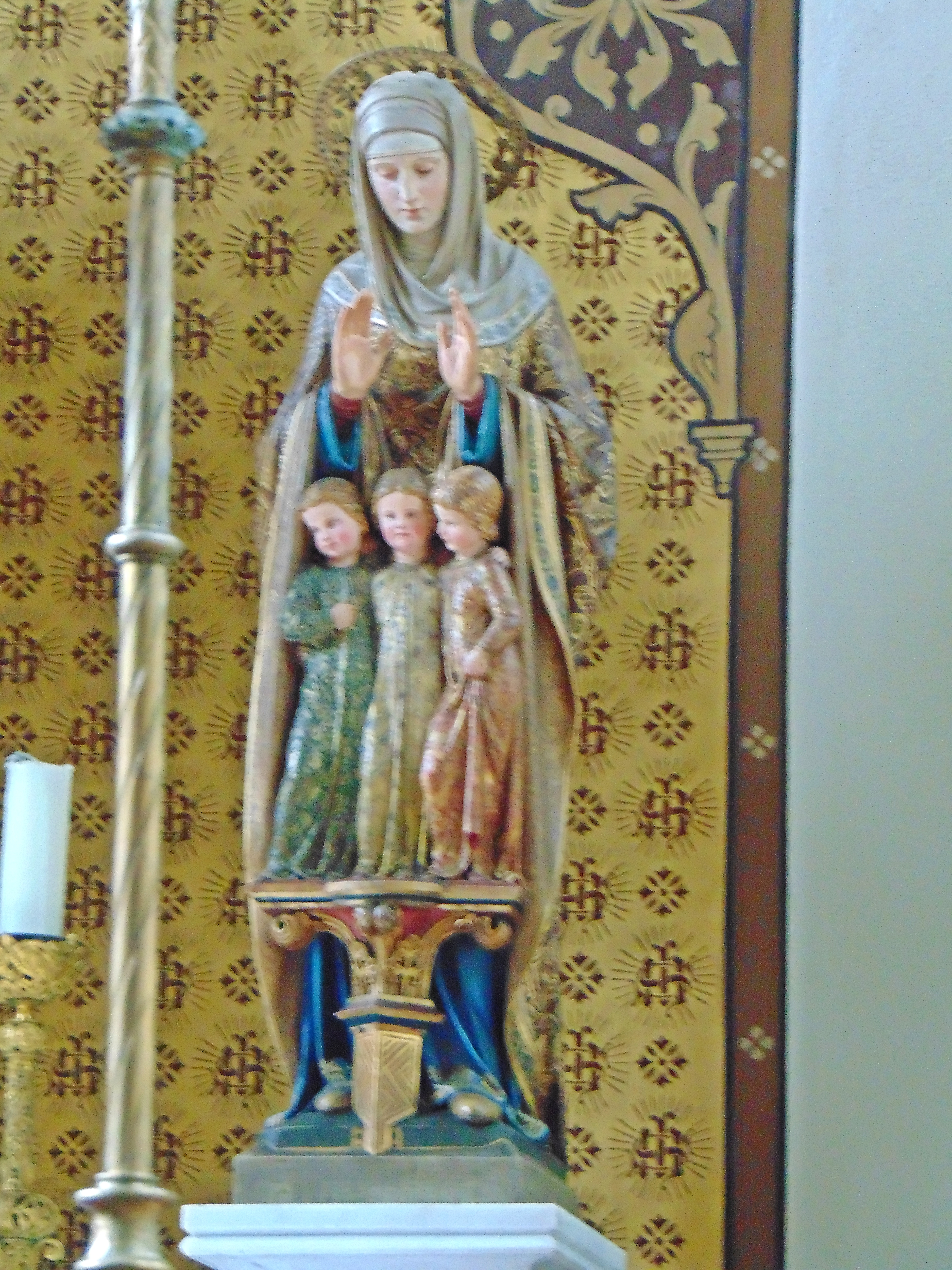
St. Sophia mit ihren 3 Töchtern, Statue um 1870, fürstliche Hauskapelle auf Schloss Löwenstein, Kleinheubach

### Fides, Spes und Caritas
Sie sind Personifikationen der Christlichen Tugenden Glaube, Hoffnung und Liebe und entstammen der ostkirchlichen Tradition, in der sie als Töchter der heiligen Sophia, der Personifikation der Weisheit, gemeinsam verehrt werden. Die Gruppe wurde vor dem 6. Jahrhundert im Westen bekannt und fand hauptsächlich in Frankreich mit Cahors als Zentrum und in Luxemburg Verbreitung. Im deutschsprachigen Raum konzentriert sich ihr Kult auf das Rheinland nördlich der Mosel.

### Einbeth, Wilbeth und Worbeth
Der Ursprung der drei Namen ist unklar, es handelt sich vermutlich um germanische Personennamen. Die Legende zählt sie zu den Gefährtinnen der Ursula von Köln. Sie sollen bei der Rückreise aus Rom bereits in Straßburg gestorben sein, während der Rest der Ursulaschar dann in Köln von den Hunnen ermordet worden sei. Der Kult der Einbeth ist seit der Mitte des 12. Jahrhunderts nachgewiesen, erst in der zweiten Hälfte des 13. Jahrhunderts scheinen ihr Wilbeth und Worbeth beigestellt worden zu sein, an manchen Orten wurde sie noch bis ins 16. Jahrhundert allein verehrt. Da Einbeth in Straßburg zuerst auftrat, wird angenommen, dass ihr Vorbild eine historische Person dieses Namens bzw. deren Grabplatte in der dortigen Kirche St. Peter gewesen ist. Weitere frühe Belege finden sich im 14. Jahrhundert in Worms, Meransen und Schildthurn. Im Spätmittelalter breitete sich ihr Kult vor allem in Oberbayern und Südtirol aus.
Wegen ihres unklaren Ursprungs hat besonders diese Gruppe Spekulationen um eine heidnische Herkunft auf sich gezogen. In seiner Abhandlung Die drei Ewigen – Eine Untersuchung über germanischen Bauernglauben entwickelte Hans Christoph Schöll 1936 eine umfassende Theorie über die „drei Beten“, die die drei Namen direkt auf germanische bzw. bereits indogermanische Urgöttinnen zurückführt. Da die ganze Theorie auf teils nachweislich falschen lautlichen Ähnlichkeiten ohne sprachwissenschaftliche Methodik basiert, wurde sie sogar von befreundeten Wissenschaftlern umgehend zurückgewiesen, hat aber dennoch in esoterischen Kreisen bis heute weite Verbreitung gefunden.

### Die drei Marien
Die Verehrung der zunächst zwei, später drei Marien entstand im 13./14. Jahrhundert in der Provence und breitete sich mit der Erhebung ihrer Reliquien in Saintes-Maries-de-la-Mer im 15. Jahrhundert in ganz Frankreich aus. Es handelt sich um Maria Magdalena, Maria Salome und Maria Jacobi, manchmal auch mit Maria, der Mutter des Jesus, und Maria, der Schwester des Lazarus. Von Frankreich aus verbreitete sich ihr Kult auch in das Rheinland und nach Südwestdeutschland, vereinzelt bis nach Sachsen (z. B. Härtensdorf).

### Drei Jungfrauen
Auf starke volkstümliche Wurzeln weisen Patrozinien von drei Jungfrauen hin, die verschiedene, oft aber auch gar keine Namen tragen. Die Legenden um die drei Jungfrauen, die auf der Flucht auf wunderbare Weise über ein Felsental gesetzt oder von einem Felsen aufgenommen werden, entstammen ähnlichen Sagen, die mit entsprechenden Orten verknüpft worden sind. Durch meist nicht mehr nachvollziehbare Umstände sind diese Sagen in den kirchlichen Kult übergegangen. Zwei Sagen aus dem Raum Basel sind besonders bekannt:

#### Eichsel: Kunigunde, Mechtrudis, Wibrandis
In der südbadischen Region verbreitet ist die Legende der drei Jungfrauen Kunigunde, Mechtrudis und Wibrandis. Sie waren Anhängerinnen der Ursula von Köln auf ihrer Pilgerfahrt nach Rom. Auf der Rückreise sollen sie in der Nähe von Eichsel erkrankt und in einem Ort namens Rapprechtsweier (auch Rapperschwier, heute vermutlich Adelhausen) gestorben sein. Eine Verwechslung führte dazu, dass Kunigunde mit der Stadt Rapperswil in Verbindung gebracht worden ist. Im Eichsler Umgang wird noch heute der drei Jungfrauen jährlich gedacht.

#### Basel: Chrischona, Margaretha, Odilia
Eine verwandte Sage ist jene der drei Jungfrauen Chrischona, Margaretha und Odilia. Auch sie zählten zu den Gefährtinnen von Ursula von Köln. Bei der Rückkehr aus Rom sollen sie sich in Basel geweigert haben, mit Ursula das verkündete Martyrium zu erleiden, und wurden aus der Stadt gejagt. Sie liessen sich auf umliegenden Hügeln bei Basel nieder und stellten nachts in ihren Klausen eine Laterne hin, um sich gegenseitig Lebenszeichen zu geben.
Eine Variante der Legende behandelt sie als drei adlige Schwestern aus dem Haus Pfeffingen. Nach dem Tode ihrer Eltern wurde ihr Bruder Burgherr und nahm sie in Obhut. Nachdem sie sich in drei Brüder aus dem verhassten Haus Thierstein heimlich verliebten, wurde dem Burgherr von einem Zwerg der Untergang des Hauses Pfeffingen prophezeit, während seine Schwestern ewige Häuser bauen würden. So ertappte der Burgherr die drei Brüder bei einem nächtlichen Besuch und köpfte sie, worauf sich die drei Schwestern als Einsiedlerinnen zurückzogen. Eine Variante nennt anstelle der Häuser Pfeffingen und Thierstein die Geschlechter Münch von Münchenstein und Reich von Reichenstein.
Nach ihnen sind die Kirchen St. Chrischona, St. Margarethen und St. Ottilien benannt.
Eine 1647 veröffentlichte Version des Kirchenhistorikers Hermann Crombach vermischt die Eichsler Legende mit Teilen über Chrischona aus der Basler Legende, was auf die zeitgleiche Kanonisierung jener vier Jungfrauen durch Kardinal Raimund Peraudi im Juni 1504 zurückzuführen ist.

### Drei heilige Madl
Die drei heiligen Madl Barbara, Margareta und Katharina gehören zur Gruppe der Vierzehn Nothelfer. Es handelt sich um Heilige, die sowohl Jungfrauen als auch Märtyrinnen waren. Zur Einprägung der Heiligen und ihrer Attribute gibt es den volkstümlichen Merkspruch: „Margareta mit dem Wurm, Barbara mit dem Turm, Katharina mit dem Radl, das sind die drei heiligen Madl.“

### Drei Schwestern: Bertilia, Eutropia, Genovefa
Der Kult um die drei frühmittelalterlichen, allerdings jeweils um 100 Jahre getrennten Heiligen Bertilia, Eutropia und Genoveva bildete sich im 17. Jahrhundert in Limburg und Brabant mit dem Kultzentrum Zepperen und blieb im Wesentlichen auf diese Region beschränkt. Ein Drittel der Kapellen der drei Schwestern wurde erst im 19. Jahrhundert errichtet.

### Drei Schenkerinnen oder Heilrätinnen
Der gemeinsame Besitz mehrerer Gemeinden an einem Wald wurde in der volkstümlichen Sage oft auf Schenkungen von drei reichen Schwestern, in Bayern meistens „Heilrätinnen“ genannt, zurückgeführt. Im Volksglauben wurden diese Wohltäterinnen der Gemeinde seit der zweiten Hälfte des 16. Jahrhunderts manchmal als Heilige angesehen und in den kirchlichen Kult integriert. Allerdings gibt es in mehreren Fällen Belege zur Übereignung des betreffenden Waldes an die Gemeinden, die zeigen, dass die Sage mit der Wirklichkeit nicht übereinstimmt.